# Бели Осъм
 Тази статия е за реката.  За селото вижте Бели Осъм (село).  
Бели Осъм е река в Северна България, област Ловеч, община Троян, лява съставяща на река Осъм. Дължината ѝ е 28,2 km.
Река Бели Осъм извира от североизточното подножие на връх Ушите (1637 m) в Троянска планина, на 1560 m н.в под името Качмарска (Камачарска) река. До село Бели Осъм тече на североизток в дълбока и залесена долина. След като приеме отляво притока си Ръждавец, завива на изток, а в южната част на град Троян – на север. Преминава през центъра на Троян и в северната част на града, на 371 m н.в., се слива с идващата отдясно река Черни Осъм и заедно дават началото на същинската река Осъм.
Площта на водосборния басейн на Бели Осъм е 240,4 km2, което представлява 8,5% от водосборния басейн на река Осъм.
В реката се вливат следните по-значителни притока: леви – Драганов дол, Ръждавец (най-големият ѝ приток), Дъскотина; десни – Козещица, Зеленика, Кнежа, Голяма Рибна река, Малка Рибна река.
Средногодишен отток при село Бели Осъм е 3,45 m3/s, като максимумът е през периода април-юли, дължащ се на снеготопенето, а минимумът – август-октомври.
По течението на реката са разположени селата Чифлик и Бели Осъм, а след тях е град Троян.
Водите на реката се използват за водоснабдяване и добив на електроенергия – ВЕЦ „Троян-I“ и „Троян-II“.
На протежение от 7,9 km по долината на реката преминава част от Републикански път II-35 от Държавната пътна мрежа Плевен – Ловеч – Кърнаре.

## Топографска карта
- Лист от карта K-35-38. Мащаб: 1 : 100 000.